# Liste der Naturdenkmale in Hilders
Die Liste der Naturdenkmale in Hilders nennt die im Gebiet der Gemeinde Hilders im Landkreis Fulda in Hessen gelegenen Naturdenkmale.
| Bild                          | Bezeichnung                                | Ortsteil, Lage                                 | Beschreibung | Art                | Nr.      |
| ----------------------------- | ------------------------------------------ | ---------------------------------------------- | --- | ------------------ | -------- |
| BW                            | Linden beim Hochbehälter                   | Batten 50° 33′ 23,5″ N, 10° 1′ 44,3″ O         | | Linde              | 6.31.400 |
| BW                            | Lindenalle zum Friedhof (14 St.)           | Batten 50° 33′ 21,8″ N, 10° 0′ 45,8″ O         | | Linde              | 6.31.401 |
| mehr Fotos \| Fotos hochladen | Dorflinde in Harbach                       | Harbach 50° 34′ 15,3″ N, 9° 55′ 26,3″ O        | Sommerlinde in der Ortsmitte von Harbach. OSM-Link zur Kartendarstellung: Sommerlinde in Harbach                                              | Tilia platyphyllos | 6.31.402 |
| BW                            | Battensteine mit Busch- und Baumbestand    | Hilders 50° 33′ 55,5″ N, 10° 1′ 17″ O          | |                    | 6.31.403 |
| BW                            | Auenwald an der Ulster                     | Hilders 50° 34′ 56,4″ N, 9° 59′ 16,3″ O        | |                    | 6.31.404 |
| mehr Fotos \| Fotos hochladen | Kiefer am Brander Weg                      | Hilders 50° 33′ 46,9″ N, 9° 59′ 28,8″ O        | Kiefer südwestlich von Hilders. Beim Baum steht auch ein Bildstock. Stammumfang: 2,25 m OSM-Link zur Kartendarstellung: Kiefer am Brander Weg | Pinus              | 6.31.405 |
| BW                            | Buchenbestand an der Wendebuche            | Liebhards 50° 33′ 13″ N, 9° 53′ 45″ O          | | Buche              | 6.31.406 |
| BW                            | Roteichenallee im Scheppenbachtal (18 St.) | Liebhards 50° 33′ 30,5″ N, 9° 56′ 16,7″ O      | | Roteiche           | 6.31.407 |
| BW                            | Ahornbaum am Bildstock                     | Unterbernhards 50° 35′ 39,4″ N, 9° 56′ 51,8″ O | | Ahorn              | 6.31.409 |
| BW                            | Basaltkuppe Schwarzer Hauck                | Wickers 50° 32′ 24,9″ N, 9° 59′ 58,8″ O        | |                    | 6.31.410 |
| BW                            | Buche in der Bornwiese                     | Dietges 50° 31′ 51,2″ N, 9° 55′ 33,1″ O        | | Buche              | 6.31.411 |

## Belege
1. ↑  
Naturdenkmalliste. (pdf; 866 kB) Anhang zu TOP II.22 der Kreistagssitzung am 07.06.2010. Naturdenkmale im Landkreis Fulda. Der Kreisausschuss Landkreis Fulda, 26. Mai 2010, abgerufen am 24. Januar 2016.
2. ↑  Messung 2018-05-20 in h=1,30 m bei Hangmitte

- Karte mit allen Koordinaten:
- OSM |
- WikiMap